# Molossops neglectus
Molossops neglectus là một loài động vật có vú trong họ Dơi thò đuôi, bộ Dơi. Loài này được Williams & Genoways mô tả năm 1980.